# کوبی کریسپین
کوبی کریسپین (انگلیسی: Cobi Crispin؛ زادهٔ ۲۲ دسامبر ۱۹۸۸) ورزشکار بسکتبال اهل استرالیا است.
وی در مسابقات کشوری و بین‌المللی در مجموع برندهٔ ۲ مدال نقره، ۱ مدال برنز شده‌است.